# ونکوور بزرگ
ونکوور بزرگ (به انگلیسی: Greater Vancouver) بزرگترین منطقه مسکونی بریتیش کلمبیا در کانادا است که در منطقه لوئر مین‌لند واقع شده و منطقه شهری اصلی آن شهر ونکوور است. اصطلاح «ونکوور بزرگ» یا «ونکوور» تقریباً متناظر با منطقه جغرافیایی رسمی مترو ونکوور (به انگلیسی: Metro Vancouver) است که از ۱۹۶۶ به طور رسمی برای مناطق شهری و حاشیه شهرها شامل اراضی بایر و مناطق کشاورزی در آن منطقه استفاده می‌شود.
این شهر بندرگاهی مهم و بزرگ‌ترین کلانشهر غرب کانادا (سومین در کل کشور) است.

## مترو
متروی ونکوور در سال ۱۹۸۵ تأسیس شده و هم‌اکنون دارای ۳ خط و ۴۷ ایستگاه می‌باشد.

## جغرافیا
ونکوور بزرگ از چند منطقه مستقل ولی به هم پیوسته تشکیل شده که هر کدام دارای شهرداری مستقل بوده و اغلب خود با نام شهر خوانده می‌شوند و برخی روستا یا جزیره هستند که عبارتند از:

نقشه تراکم جمعیت در ونکوور.

| نام               | نام به انگلیسی          | نوع                 | جمعیت     | سال  |
| ----------------- | ----------------------- | ------------------- | --------- | ---- |
| انمور             | Anmore                  | روستا               | ۲٬۰۹۲     | ۲۰۱۱ |
| بلکارا            | Belcarra                | روستا               | ۶۴۴       | ۲۰۱۱ |
| جزیره بوین        | Bowen Island            | جزیره               | ۳٬۴۰۲     | ۲۰۱۱ |
| برنابی            | Burnaby                 | شهر                 | ۲۲۳٬۲۱۸   | ۲۰۱۲ |
| کوکیتلام          | Coquitlam               | شهر                 | ۱۲۶٬۴۵۶   | ۲۰۱۱ |
| دلتا              | Delta                   | ناحیه شهری          | ۹۹٬۸۶۳    | ۲۰۱۱ |
| لنگلی             | Langley                 | شهر                 | ۲۵٬۰۸۱    | ۲۰۱۱ |
| لنگلی (منطقه)     | Langley                 | ناحیه شهری          | ۱۰۴٬۱۷۷   | ۲۰۱۱ |
| خلیج لاینز        | Lions Bay               | روستا               | ۱٬۳۱۸     | ۲۰۱۱ |
| میپل ریج          | Maple Ridge             | شهر                 | ۷۶٬۰۵۲    | ۲۰۱۱ |
| نیو وست مینیستر   | New Westminster         | شهر                 | ۶۵٬۹۷۶    | ۲۰۱۱ |
| نورث ونکوور (شهر) | North Vancouver         | شهر                 | ۴۸٬۱۹۶    | ۲۰۱۱ |
| نورث ونکوور       | North Vancouver         | ناحیه شهری          | ۸۴٬۴۱۲    | ۲۰۱۱ |
| پیت مدوز          | Pitt Meadows            | شهر                 | ۱۷٬۷۳۶    | ۲۰۱۱ |
| پورت کوکیتلام     | Port Coquitlam          | شهر                 | ۵۶٬۳۴۲    | ۲۰۱۱ |
| پورت مودی         | Port Moody              | شهر                 | ۳۲٬۹۷۵    | ۲۰۱۱ |
| ریچموند           | Richmond                | شهر                 | ۱۹۰٬۴۷۳   | ۲۰۱۲ |
| سوری              | Surrey                  | شهر                 | ۴۶۸٬۲۵۱   | ۲۰۱۲ |
| تساوواسن          | Tsawwassen First Nation | Treaty First Nation | ۷۲۰       | ۲۰۱۱ |
| ونکوور            | Vancouver               | شهر                 | ۶۰۳٬۵۰۲   | ۲۰۱۱ |
| جزیره برانستون    | Barnston Island         | جزیره               | ۴٬۹۳۲     | ۲۰۱۱ |
| وست ونکوور        | West Vancouver          | ناحیه شهری          | ۴۲٬۶۹۴    | ۲۰۱۱ |
| وایت راک          | White Rock              | شهر                 | ۱۹٬۳۳۹    | ۲۰۱۱ |
| منطقه انتخاباتی A | Electoral Area A        | Unincorporated Area | ۱۳٬۰۳۵    | ۲۰۱۱ |
| ونکوور بزرگ       | Metro Vancouver         | منطقه‌ای ناحیه       | ۲٬۴۷۶٬۱۴۵ | ۲۰۱۱ |

## جمعیت
با توجه به سرشماری سال ۲۰۱۱ حدود ۲٬۴۷۶٬۱۴۵ نفر مطابق نیمی از جمعیت شهری بریتیش کلمبیا در ابن منطقه زندگی می‌کنند. در سرشماری سال ۲۰۰۱ جمعیت این منطقه ۱٬۹۸۶٬۹۶۵ نفر و در سرشماری ۲۰۰۶ جمعیت این منطقه ۲٬۱۱۶٬۵۸۱ نفر برآورد شده که ۶/۵ درصد رشد را طی ۵ سال نشان می‌دهد.